# Жаково (Поморське воєводство)
Жаково (пол. Żakowo, нім. Schakau) — село в Польщі, у гміні Суленчино Картузького повіту Поморського воєводства.
Населення — 198 осіб (2011).
У 1975-1998 роках село належало до Гданського воєводства.

## Демографія
Демографічна структура станом на 31 березня 2011 року:
|          | Загалом | Допрацездатний вік | Працездатний вік | Постпрацездатний вік |
| -------- | ------- | ------------------ | ---------------- | -------------------- |
| Чоловіки | 105     | 32                 | 62               | 11                   |
| Жінки    | 93      | 19                 | 51               | 23                   |
| Разом    | 198     | 51                 | 113              | 34                   |